# سامیت (داکوتای جنوبی)
سامیت(به انگلیسی: Summit) شهری در ایالت داکوتای جنوبی کشور ایالات متحده آمریکا است که جمعیت آن در سرشماری سال ۲۰۱۰ میلادی، ۲۸۸ نفر بوده‌است.